# Джонсон, Р. Брэндон
Ри́чард «Р.» Брэ́ндон Джо́нсон (англ. R. Brandon Johnson; Байрон-Центр, Мичиган, США; род. 1974) — американский актёр, комик, телеведущий и ударник.

## Биография
Р. Брэндон Джонсон родился в Байрон-Центре (штат Мичиган, США).
Р. Брэндон окончил Мичиганский университет.

## Карьера
Р. Брэндон снимается в кино с 1997 года. Наиболее известен ролью Гэри Уайлда из телесериала «Танцевальная лихорадка», в котором он снимается с 2010 года.
Также Р. Брэндон является телеведущим и ударником.

## Избранная фильмография
| Год       |   | Русское название                  | Оригинальное название | Роль           |
| --------- | - | --------------------------------- | --------------------- | -------------- |
| 2000      | с | Третья планета от Солнца          | 3rd Rock from the Sun | Эл Джей        |
| 2002      | с | Фрейзер                           | Frasier               | дежурный № 2   |
| 2003      | с | C.S.I.: Место преступления Майами | CSI: Miami            | Трей Хэнсон    |
| 2003—2008 | с | Одна жизнь, чтобы жить            | One Life to Live      | Чак Уилсон     |
| 2004      | ф | Злоумышленник                     | Malevolence           | Джулиан        |
| 2007      | с | Ханна Монтана                     | Hannah Montana        | Брайан Уинтерс |
| 2010—2012 | с | Танцевальная лихорадка            | Shake It Up!          | Гэри Уайлд     |
| 2011      | с | Держись, Чарли!                   | Good Luck Charlie     | Гэри Уайлд     |